# Víctor L. Urquidi
Víctor Luis Urquidi Bingham (Neuilly, Nièvre, Borgoña-Franco Condado;  3 de mayo de 1919-Ciudad de México, 23 de agosto de 2004), conocido como Víctor L. Urquidi, fue un economista, funcionario, escritor y académico mexicano nacido en Francia.

## Biografía
Víctor Luis Urquidi Bingham es considerado uno de los economistas mexicanos más sobresalientes del siglo XX. En 1940 obtuvo la Licenciatura de Economía en la London School of Economics and Political Science, y en 1941 se integró al Departamento de Estudios Económicos del Banco de México. También trabajó en la Secretaría de Hacienda y Crédito Público y en la Comisión Económica para América Latina y el Caribe (CEPAL). De 1949 a 1957 fue director de la revista académica El Trimestre Económico.
En 1964, Urquidi fue cofundador del Centro de Estudios Económicos y Demográficos de El Colegio de México, lo que permitió la creación del primer posgrado en Economía en México. Fue Presidente de dicha casa de estudios de 1966 a 1985 y en 1989 fue nombrado profesor emérito. Contribuyó a la creación de El Colegio de Jalisco, El Colegio de Michoacán, El Colegio de Puebla, El Colegio de Sonora y El Colegio de Tlaxcala, así como el Centro Tepoztlán.

El primero de agosto de 1960 ingresó al Colegio Nacional con el discurso La responsabilidad de la economía y del economista, el cual fue contestado por el doctor Daniel Cosío Villegas. Urquidi renunció a su nombramiento el 1 de enero de 1968. Recibió el Premio Nacional de Ciencias y Artes en el área de Historia, Ciencias Sociales y Filosofía en 1977, y el Premio Nacional de Demografía en 1994 por sus trabajos de investigación sobre las migraciones de México a Estados Unidos. Fue nombrado Investigador Emérito del Sistema Nacional de Investigadores del Consejo Nacional de Ciencia y Tecnología (Conacyt) en 2003. En 1990 obtuvo el Primer Premio Iberoamericano de Economía “Raúl Prebisch”. Además, fue miembro del Club de Roma y presidente de la International Economic Association de 1980 a 1983. El 2 de septiembre de 2005 la Universidad de Guadalajara le otorgó el doctorado honoris causa (In memoriam).

## Obra

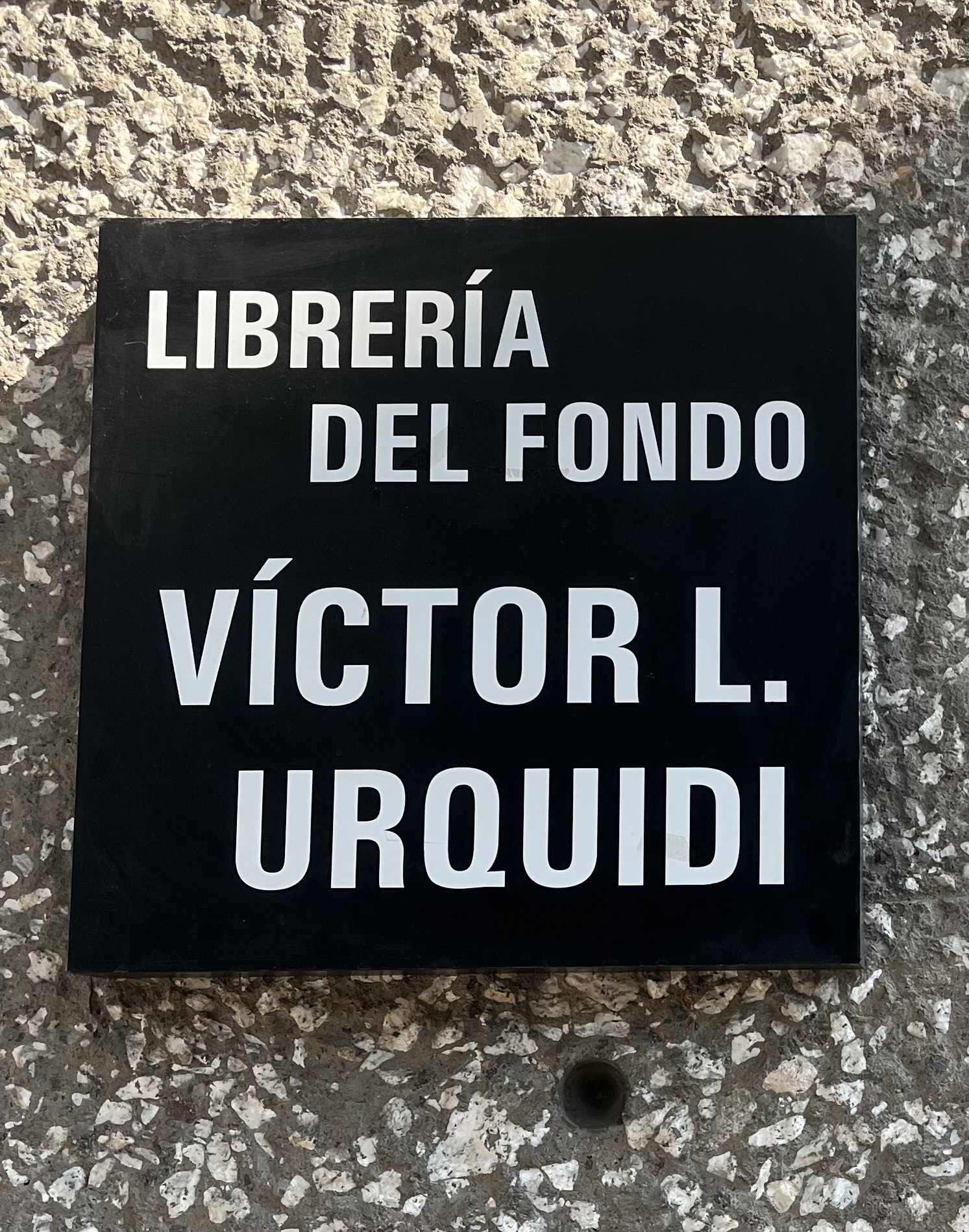
Libreraría Víctor Urquidi en el COLMEX en 2025.

La mayoría de su obra está publicada por el Fondo de Cultura Económica, entre las que destacan:
- 1962,  Viabilidad económica de América Latina
- 1996,  México en la globalización
- 2000,  La globalización y las opciones nacionales. Memoria
- 2005,  Otro siglo perdido. Las políticas de desarrollo en América Latina (1930-2004)